# Доминика Леони
Доминика Леони (англ. Dominica Leoni, род. 28 февраля 1980 года) — сценическое имя чешской порноактрисы Яны Вильгельмовой (англ. Jana Wilhelmova). Леони снялась в более чем 250 фильмах в период с 1999 по 2007 год.
По данным на 2013 год, снялась в 301 порнофильме.

## Награды и номинации
- 2002 номинация на AVN Award — Best Group Sex Scene — Film — Bad Habits (с Дэйлом Дабоуном и Джо Реем)[6],
- 2005 номинация на AVN Award — Best Sex Scene Coupling — Film — Emotions (с Тайсем Буне)[7],

## Избранная фильмография
- Cumstains 7[8],
- Bludreams[9],
- Jack’s Playground 8[10],
- Juicy[11],
- Pros[12].